# 莫娜·巴特尔
莫娜·巴特尔（德語：Mona Barthel，1990年7月11日—），德国职业网球运动员，曾获得五个ITF单打冠军和一个ITF双打冠军，单打最高排名世界第23名（2013年3月18日）。